# 丹东浪头机场
丹东浪头机场是一个位于中国辽宁省丹东市西南距市中心13.7公里处，为国家4E级民航机场。丹东浪头机场现有跑道长2600米、宽45米， 5条联络道，1条滑行道。

## 历史

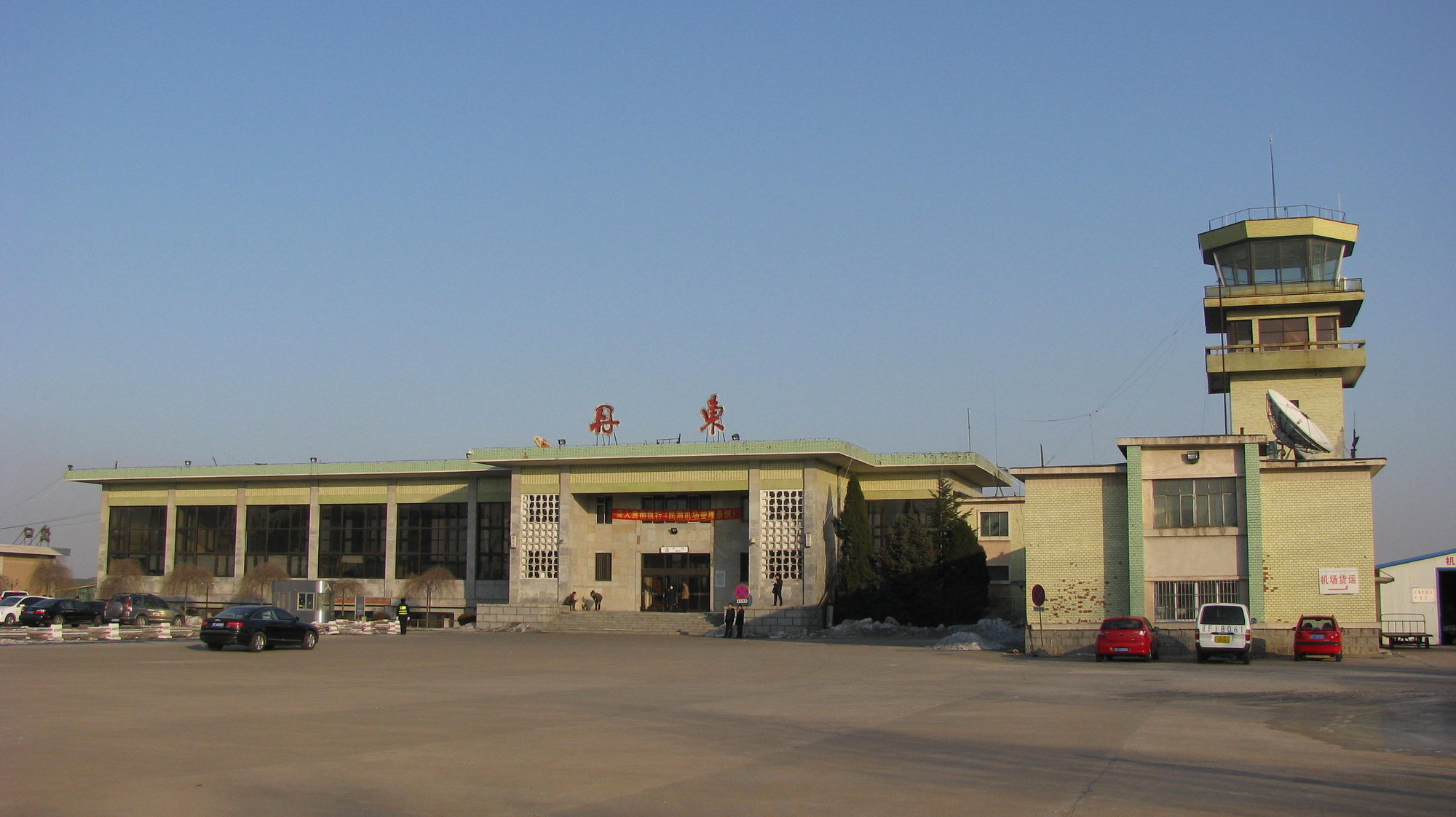
丹東浪頭機場的舊航站樓

丹东浪头机场的前身为军用机场。为日满时期1941年春修建，1942年投入使用。因位于浪头镇洋子泡，称洋子泡机场。至1950年，夯土跑道又窄又短，质量也不好，年久失修，跑道表面已经风化，不能适应喷气式战斗机起落。1950年7月，辽东省机场修建委员会（主任李涛）决定在旧跑道的东侧重修一条适用于喷气式飞机起落的跑道和滑行道。空军建筑部队和辽东省调集安东县、凤城县、宽甸县、岫岩县和安东市的大量战勤民工参与机场抢建。鞍钢基建处组成抗美援朝工程队。8月1日开工，只用了21天就完成了跑道的浇筑工程。继续修建滑行道、飞机掩体等机场设施。1950年8月27日16时40分，两架美国P—51型战斗机侵入浪头机场上空，突然俯冲至距离地面两百米左右的低空，向正在修建机场跑道的民工扫射。22名工民工被击中，2辆卡车被摧毁，王管忠、孙子林（王、孙均系安东市五龙背区五龙背村人，王时年18岁，孙时年20岁）、李秀国（安东县孤山区人，时年18岁）等三人当场死亡，另有19人受伤被送往辽东省立医院抢救治疗，其中孙玉贵因失血过多送医院不治身亡。辽东省人民政府拨东北币2000万元（折合粮食3000公斤）抚恤死难者家属。9月3日午后15时安东市五龙背区工人、农民、学生代表共一千七百余人在安东师范学校体育场举行抗议美机暴行暨追悼死难烈士大会。9月8日上午安东市各界人民代表一千余人举行抗议大会，控诉美国轰炸安东的侵略罪行；下午，辽东省和安东市党政机关及人民团体负责人组成联合慰问团，分赴辽东省立医院及安东市立医院慰问受伤者。整个机场仅用40天，于9月10日竣工。9月13日，民工大队全部撤出，浪头机场交付空军使用。是中国人民志愿军空军进驻最早的机场。是志愿军空军与苏联空军入朝作战使用频率最高的机场。志愿军空军联合司令部地下指挥所就位于这个机场北部的山坳里。1950年12月21日，志愿军空军第4师10团28大队进驻浪头机场，在秘密出动的苏军空军带领下进行实战练习。志愿军空军英雄李汉于1951年1月21日从这里起飞，在清川江桥上空击伤美军F-84型战斗轰炸机，首创志愿军空军空战战果。
1985年3月进行翻修，同年11月9日竣工，占地15万平方米，跑道长2,250米、宽45米，停机坪9,600平方米，旅客候机楼3,400平方米，航站楼200平方米，办公楼400平方米，后勤楼1,500平方米，达到了中国国家二级机场标准。1985年12月21日，丹东浪头机场正式开通民航业务，东沟机场民航关闭。运行航班有丹东－大连－沈阳和丹东－北京－沈阳两个航班。
1993年6月18日所进行的第一次改造，投资6,652万元，延长跑道350米，新建滑行道2600米，扩建停机坪1.56万平方米，于1994年3月17日改造完成。改造后的机场可全天候开放，接待大型客机起降。2007年4月9日，丹东浪头机场航空口岸临时对外开放。
2008年12月，丹东机场開始进行通航以来最大规模的一次扩建，此次扩建总投资3.4亿元，除新建2万平方米航站楼外，同时还扩建了2.6万平方米停机坪及服务车道，新建停车场1.1万平方米，配套建设供油工程、能源站、特种车库、消防站等附属工程。该项目于2008年正式启动前期工作，2009年12月28日开工建设。航站楼主体工程及外装饰工程于2012年5月完成。2014年1月20日全部扩建工程完工，并于2014年4月3日通过由民航东北地区管理局主持的行业验收。新航站楼启用前，分别于2013年12月7日和2013年12月14日进行了两次模拟演练。
2014年4月17日，丹东机场2万平方米新航站楼正式启用。扩建后的丹东机场，进出港旅客接待能力将由目前的每年24万人次提高到200万人次，货邮吞吐能力由1,000吨扩大到2.3万吨，成为一座可以同时起降国内、国际航班的国门口岸机场，建设标准达到国内支线机场一流水平。

## 航空公司与航点
2025年度夏秋航班计划（3月30日至10月25日），机场运营航线5条，通航城市7个。
| 航空公司           | 目的地                                                   |
| ------------------ | -------------------------------------------------------- |
| 中国国际航空（CA） | 北京-大兴                                                |
| 中国南方航空（CZ） | 上海-浦东、深圳（经停上海-浦东）、扬州、广州（经停扬州） |
| 上海航空（FM）     | 烟台、上海-虹桥（经停烟台）                              |
| 四川航空（3U）     | 烟台、成都-天府（经停烟台）                              |

## 统计数据
| 年份 | 旅客吞吐量（人） | 旅客吞吐量全国排名 | 旅客吞吐量增减% | 货邮吞吐量（吨） | 起降架次（次） |
| ---- | ---------------- | ------------------ | --------------- | ---------------- | -------------- |
| 2016 | 211,516          | 152                | -3.2            | 1,623.3          | 2,280          |
| 2015 | 218,547          | 140                | 12.4            | 1,444            | 2,220          |
| 2014 | 194,493          | 136                | 14.0            | 1,277            | 1,923          |
| 2013 | 170,632          | 131                | -5.1            | 1,031            | 1,482          |
| 2012 | 179,780          | 121                | 35.8            | 1,404            | 1,548          |
| 2011 | 132,362          | 124                | 32.6            | 864.4            | 1,160          |
| 2010 | 99,822           | 126                | 12.7            | 634.1            | 972            |
| 2009 | 88,601           | 117                | 53              | 452.3            | 999            |
| 2008 | 57,910           | 114                | -8.4            | 371.2            | 826            |
| 2007 | 63,222           | 113                | 0.9             | 611.4            | 735            |
| 2006 | 62,684           | 100                | 60.9            | 500.2            | 719            |
| 2005 | 38,960           | 105                | 23.8            | 430.5            | 422            |
| 2004 | 31,479           | 106                | 25.9            | 392.7            | 340            |
| 2003 | 24,997           | 99                 | -20.7           | 322.4            | 286            |
| 2002 | 31,506           | 96                 | 3               | 293.2            | 426            |
| 2001 | 30,601           | 95                 | -9.6            | 263.7            | 540            |
| 2000 | 33,842           | 87                 |                 | 356.1            | 445            |

## 交通
丹东站乘坐205路公交、丹港城际公交前阳线。另从丹东市230医院前有机场巴士可直达。